# Isoniazid
Isoniazid, auch Isonicotinsäurehydrazid (oder Isonikotinsäurehydrazid), englisch isonicotinic acid hydrazide, abgekürzt INH, ist ein bakterizides Antibiotikum, das vor allem in Kombination mit Rifampicin zur Behandlung der Tuberkulose angewendet wird.
Bei HIV-Patienten kann die prophylaktische Behandlung mit Isoniazid die Anzahl der Tuberkulose-Erkrankungen und auch die Gesamttodesfälle reduzieren.
Isoniazid wurde 1912 von Meyer und Malley an der Universität Prag synthetisiert. Erst nach dem Zweiten Weltkrieg wurde die antibiotische Wirkung erkannt. In den Laboratorien von Hoffmann-La Roche in Nutley, New Jersey entwickelten H. Herbert Fox und Mitarbeiter Isoniazid und die Variante Iproniazid zur Marktreife. Auch Gerhard Domagk arbeitete an diesen Substanzen für die Bayer AG. Der Hersteller chemisch-pharmazeutischer Präparate Dumex in Berlin-Lichterfelde bot ab 1912 die Dumex-Wundheilsalbe und andere Isoniazid enthaltende Salbenzubereitungen an.
In Mycobacterium tuberculosis, dem Tuberkulose-Bakterium, wird Isoniazid durch das Enzym Katalase/Peroxidase (KatG) zum Isonicotinsäure-Radikal umgewandelt, welches sich an dasjenige NADH-Molekül anlagert, das an die für die Mykolsäuresynthese essenzielle Reduktase InhA gebunden ist, die dadurch dauerhaft gehemmt wird. Resistenzen, die das Bakterium neu entwickelt, betreffen ausschließlich das katg-Gen und damit die Aktivierung von Isoniazid.
Bei der Medikation mit INH kann es zu Störungen des Zentralen Nervensystems, Magen-Darm-Störungen oder Allergien kommen. Des Weiteren kann ein intrahepatischer Ikterus als Nebenwirkung auftreten. Pyridoxin (Vitamin B6) kann als Begleitpräparat gegeben werden um die Nebenwirkungen auf das Nervensystem zu verringern. In Verbindung mit Alkohol kann es zu einer temporären Alkoholunverträglichkeit (chemische Alkoholintoleranz) führen.
INH wird meist oral verabreicht und es hat eine sehr gute Bioverfügbarkeit (≈ 90 %). In der Leber wird es zu 75 % acetyliert. Daneben wird es enzymatisch zu Isonicotinsäure hydrolysiert. Isoniazid und seine Metaboliten werden vorwiegend renal ausgeschieden.

## Darstellung
Die Synthese von Isoniazid erfolgt durch eine Hydrazinolyse des Isonicotinsäureethylesters:

## Handelsnamen
Monopräparate
INH (A), Isozid (D), Rimifon (CH)
Kombinationspräparate
Iso-Eremfat (D), Isozid-comp. (D), Rifater (D, A, CH), Rifinab (D), Rifinah (CH), Rifoldin (A), Rimactazid (D), Rimstar (CH), Tebesium Duo/Trio (D)